# تسویوشی کوهساکا
تسویوشی کوهساکا (انگلیسی: Tsuyoshi Kosaka؛ زادهٔ ۶ مارس ۱۹۷۰) جودوکار، ورزشکار هنرهای رزمی ترکیبی و کشتی‌گیر کشتی حرفه‌ای اهل ژاپن است.